# 次世代育成能力
次世代育成能力（じせだいいくせいのうりょく、Generativity）は、心理学者のエリク・エリクソンが成人期に獲得すべき発達課題として挙げた人間的性質のひとつ。

## 概要
彼が同様に提唱した、青年期について挙げた自己同一性、つまり「自分探し、自分が一体何ものか見つけ出し、それと知ること」に比べると、知名度が低い。これは、この英単語「Generativity」が専門家の間では生殖性と日本語訳されることが多かったため、女性のみの課題と思われていたからとも解される。
次世代育成能力は、生殖に限ったこととエリクソンは定義しておらず、女性が出産することだけでない。性別を問わず、自らの出産・仕事・ライフワーク・教育などの営みによって影響を与える新生児・後輩・後継者・教え子・自分の作品などの次の世代の人（物）との間に良好な関係を持ち、次世代の主体を育み、育てていくことができる能力をいう。